# 王宁 (1966年)
王宁（1966年7月—），山西人，中国共产党党员，中共山西省委党校在职研究生，在2014年11月习近平反腐中落马之前，担任中共山西省吕梁市柳林县县委书记。

## 生平
1966年7月，王宁出生在山西省临县。
1984年10月，王宁参加工作，1986年3月，加入中国共产党。
1984年，王宁进入山西省军区担任战士，之后担任正排职干事、副科长，一直到1992年。1992年12月到1999年1月，王宁在山西省委办公厅工作。
1999年7月，王宁升职为中共孝义市委副书记。
2006年6月，王宁调任中共交口县委副书记、交口县人民政府代县长。
2009年11月，王宁调任中共柳林县委副书记、柳林县人民政府代县长，2011年1月，王宁转正县委书记，兼任县长。2011年6月，王宁担任中共柳林县委书记。
2014年11月12日，王宁接受中国共产党中央纪律检查委员会调查。